# Побег на рассвете (фильм, 1950)
«Побег на рассвете» (яп. 暁の脱走: акацуки-но дассо; англ. Escape at Dawn / Morning Escape) — японский чёрно-белый фильм-драма, поставленный режиссёром Сэнкити Танигути в 1950 году. Кинолента создана на основе романа «Биография женщины» писателя Тайдзиро Тамуры. Этот фильм, пользовавшийся большим успехом в японском прокате 1950 года, показывает жестокость японской армии и отдельных солдат, исковерканных бесчеловечной армейской жизнью. В 1950 году на конкурсе лучших фильмов, проводившемся газетой «Токио симбун» занял первое место.

## Сюжет
Действие разворачивается в 1945 году на фронте в центральной части Китая. В фильме рассказана трагическая история любви японского солдата Миками к китайской проститутке Харуми. Поручик Нарита, у которого Миками состоит денщиком, пытался силой овладеть Харуми, однако он ей ненавистен. Она влюблена в его денщика и однажды они сближаются. Когда их застают вместе, Миками сажают на гауптвахту, но в ту же ночь направляют в бой на отражение внезапного нападения врага. Миками будет ранен, но на помощь ему придёт Харуми, с которой они вместе попадут в плен. Мягко обращавшиеся с ним китайцы, отпустят ещё не оправившегося от ран Миками и он вернётся в своё подразделение. Здесь ему предстоит в полной мере ощутить всю неприязнь сослуживцев за своё нахождение в плену. Харуми убеждает его дезертировать из армии, и они бегут из крепости в пустыню, но там их настигает пуля поручика Нариты.

## В ролях
- Рё Икэбэ — Миками
- Ёсико Ямагути — Харуми
- Эйтаро Одзава — адъютант
- Хадзимэ Идзу — Ода
- Харуо Танака — Норо
- Сэцуко Вакаяма — Каору
- Харуэ Тонэ — Юри
- Сёдзи Киёкава — командир роты
- Хироси Ямамото — Янагия, младший капрал
- Минору Танака — Кимура, сержант
- Ко Ямамуро — Кувасима, сержант
- Мицуэ Татибана — Кэйко
- Тайдзо Фуками — Татибана

Танигути в своём фильме «Побег на рассвете» использовал ситуацию, неоднократно встречавшуюся в японских фильмах о войне времён войны — любовь японского солдата к китаянке (бирманке, филиппинке и т. д.). Но если в годы войны такая ситуация разрешалась однозначно — солдат подавлял в себе любовь к иноземке, в нём побеждало чувство долга и он шёл на новые подвиги с мыслью о своей невесте-японке, то теперь возникает иное решение. Герой «Побега на рассвете» пытается дезертировать, захватив с собой возлюбленную. Солдатам дан приказ стрелять в него, но, когда они отказываются подчиниться приказу, офицер выхватывает револьвер и убивает беглеца. Показать подобное неподчинение приказу создатели фильмов в годы войны, естественно, не могли.

## Премьеры
- — национальная премьера фильма состоялась 8 января 1950 года[4].

## Награды и номинации
Кинопремия «Майнити» (1963)
- 5-я церемония награждения 1951 (за работы 1950 года)

- Премия за лучшую операторскую работу 1950 года — Акира Мимура.
- Премия за лучшую запись звука — Масакадзу Камия (ex aequo — «Портрет госпожи Юки», реж. Кэндзи Мидзогути).

Премия журнала «Кинэма Дзюмпо» (1951)
- Номинация на премию за лучший фильм 1950 года (по результатам голосования 3-е место).